# Nanovfszky György

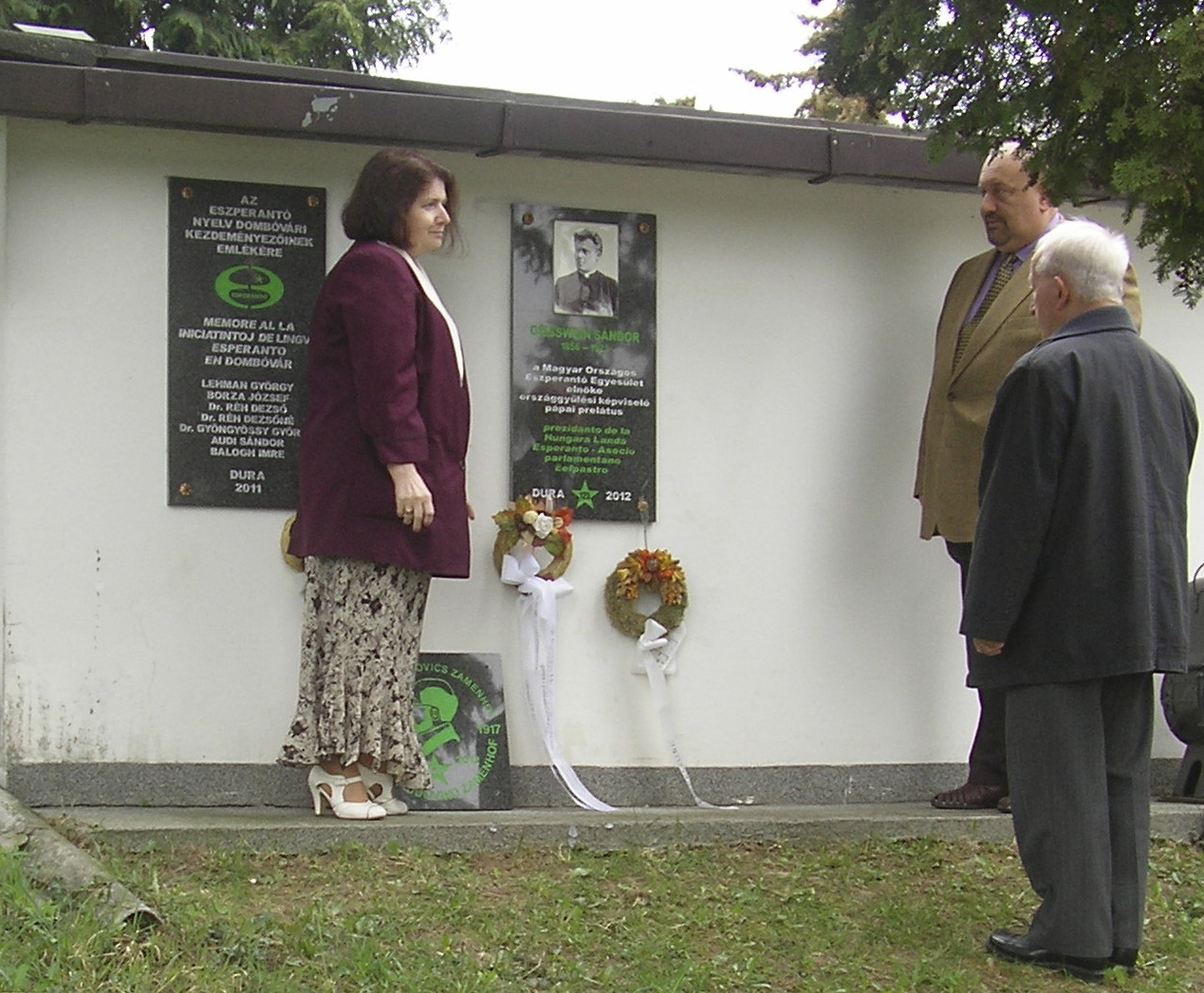
Vendég eszperantisták koszorúzása Dombóváron a Giesswein Sándor-emléktábla avató ünnepségén.

Nanovfszky György (Budapest, 1942. április 10. – 2021. augusztus 10.) a Magyar Köztársaság nyugalmazott nagykövete, közgazdász, politológus, címzetes főiskolai és egyetemi tanár, eszperantista. A Magyarországi Eszperantó Szövetség tiszteletbeli elnöke, két cikluson keresztül elnöke. Nyelvismerete angol*, eszperantó, francia, indonéz, lengyel*, orosz* felsőfokú állami nyelvvizsga.

## Iskolái, tudományos előrehaladása
Budapesten érettségizett az Eötvös József Gimnáziumban 1960-ban. A Moszkvai Lomonoszov Egyetemen 1967-ben szláv filológusi diplomát, majd a moszkvai Nemzetközi Kapcsolatok Intézetében (MGIMO) délkelet-ázsiai nemzetközi szakértői diplomát kapott 1968-ban. Egyetemi doktori disszertációját a budapesti Eötvös Loránd Tudományegyetemen védte meg 1973-ban. A politikai tudományok doktora címet az Orosz Tudományos Akadémián nyerte el 1996-ban.

## Munkássága
Számos cikket és tanulmányt publikált magyarul és idegen nyelveken, nemzetközi szervezetek, külpolitika, külgazdaság, irodalom, nyelvészet, kommunikáció, vallástörténet, tolmácsolás-technika és finnugrisztika területén. Tanulmányait közreadták mind Magyarországon, mind külföldön.
Az IBUSZ-nál kezdett dolgozni idegenvezető, majd osztályvezető helyettesi beosztásban (1968–1971). 1971–1973 közt a Szakszervezetek Országos Tanácsánál szociális turisztikai osztályvezető. 1973–1981 közt főelőadó a Külkereskedelmi Minisztérium Vámpolitika és Nemzetközi Szervezetek Főosztályán. 198–-1986 közt az ENSZ Kereskedelmi és Fejlesztési Konferenciáján (UNCTAD) az afrikai programok igazgatója (Genf). 1986–1992 közt a Magyar Kereskedelmi Kamaránál osztályvezető, főtitkárhelyettes. 1991-1992 közt a World Trade Center Vienna, (Bécs) igazgatója és a WTC Budapest elnöke. 1992-1998 között a Külügyminisztériumban dolgozik; rendkívüli és meghatalmazott nagykövetként Oroszországban, Azerbajdzsánban, Örményországban, Grúziában, Türkmenisztánban és Üzbegisztánban. 1998-tól 2001-ig a Külügyminisztérium főosztályvezetője; 2001–2005 között rendkívüli és meghatalmazott nagykövet Szingapúrban. 2011-2012-ben külpolitikai főtanácsadó volt a Fővárosi Önkormányzatnál.
2006–2011 közt szerződéses oktató több főiskolán és egyetemen (MKKE külügyi szak 1969–1970; ELTE Fordító és Tolmácsképző Intézet oktató 1974–1981, 1987–1989. JATE Orosz Tanszék oktató 1980-1981; Külkereskedelmi Főiskola oktató 1986–1990; a Moszkvai Nemzetközi Jogi Egyetem (JUSTO) kinevezett professzora, Moszkva 1997-2011; a Moszkvai Lomonoszov Egyetem tanára 1997–1998; a Zsigmond Király Főiskola tanára, Budapest 2006–2007; a Nemzetközi Protokoll Főiskola tanára Budapest 2006–2008; az ELTE oktatója 2010).
Számos cikket, könyvet és tanulmányt publikált magyarul és idegen nyelveken: nemzetközi szervezetek, külpolitika, külgazdaság, irodalom, nyelvészet, kommunikáció, vallástörténet, tolmácsolás-technika és finnugrisztika területén. Tanulmányait közreadták mind Magyarországon, mind külföldön.

## Családja
Özvegye Gérecz Mária.

## Tudományos tisztségei
- A Finnugor Világkongresszus alapítója és alelnöke a Konzultatív Bizottságnak (1993)
- A Finnugor Tudományos Akadémia rendes tagja, Szentpétervár (1998)
- A San Marinó-i Nemzetközi Tudományos Akadémia rendes tagja és professzora (1998)

## Társasági tagság
- az UEA (Egyetemes Eszperantó Szövetség) képviselője az ENSZ NGO genfi titkárságán – 1982-1986
- a Magyarország-UNIDO vegyesbizottság Bécs- Budapest társelnöke – 1986-1992
- az UNCTAD / GATT (ITC) Nemzetközi Kereskedelmi Központja közgyűlésének választott alelnöke – 1987-1988
- a magyar ENSZ tisztviselők szakértői munkacsoportjának titkára, Budapest – 1988-1990
- a Nemzetközi Kereskedelmi Kamara (ICC) kelet-nyugati bizottságának alelnöke, Párizs – 1988-1991
- a WTC Vienna Business Education Consultative Center (BECC) igazgatója, Bécs – 1990-1991
- a Magyar Fordítók és Tolmácsok Egyesületének elnöke – 1991-1993
- a Budapesti Kereskedelmi és Iparkamara (BKIK) alelnöke – 1992-1996
- a WTC Budapest elnöke – 1992-től
- a WTCA (World Trade Centers Association) igazgatóbizottságának tagja, újjáválasztva 1996-ban, 2000-ben, 2004-ben és 2008-ban – 1992-től
- a Magyarországi Eszperantó Szövetség elnöke, majd 2006-tól tiszteletbeli elnöke – 1998-tól
- Magyarország képviselője az Egyetemes Eszperantó Szövetségben (UEA), mint „A” komitatano (vezetőségi tag) – 1998-2006
- A Magyar Írószövetség tagja 2008-tól
- UEA (Universala Esperanto-Asocio – Eszperantó Világszövetség) tiszteletbeli tagja 2012-től[6]

## Szerkesztői tevékenység
- Multilaterális Kereskedelempolitikai Tájékoztató című KKM havi kiadványának szerkesztője, Budapest – 1976-1979
- a Planlingvistiko nyelvészeti negyedéves folyóirat főszerkesztője, Milánó – 1982-1986
- a Hungara Vivo című eszperantó nyelvű folyóirat szerkesztőbizottsági tagja – 1988-1990
- az MGK Hungarian Economic Review című kéthavonta megjelenő folyóiratának szerkesztőbizottsági tagja, Budapest – 1991-1992
- a Literatura Foiro című nyelvészeti és irodalmi folyóirat szerkesztőbizottságának tagja – 1986-2006
- a Hungary Today című, angol nyelven évente kétszer megjelenő kiadvány főszerkesztője, Szingapúr – 2001-2005

## Könyvek, fontosabb cikkek, tanulmányok
- Külkereskedelmi Tárgyalások Stratégiája és Technikája, Budapest – 1990
- Reintegration in Europe, Budapest – 1991 (angolul)
- Kultúra, viselkedés, kommunikáció, Budapest – 1992 (társszerző)
- Oroszország. Tények és adatok, 1995; szerk. Nanovfszky György; Teleki László Alapítvány, Bp., 1995
- A finnugorok világa, Budapest – 1996 (szerk., magyarul és oroszul)
- Kereszténység, katolicizmus, ortodoxia, Budapest – 1996 (magyarul) és Moszkva – 2002 (oroszul)
- Doktrinák és alternatívák, Budapest – 1998 (társszerző)
- Szavak, jelek, szokások, Budapest – 1998 (társszerző)
- Hrisztyiansztvo: pravoszlavije, katolicizm; FERT, Moszkva, 2002
- Nyelvrokonaink, Budapest – 2000 (magyarul és oroszul), 2004 (angolul)
- Egy elmaradt kézfogás története, Bencés évkönyv. Pannonhalma – 2006
- Múlt századi történet (eszperantóul) Bazaro, Cluj-Napoca – 2006
- Kommunikáció@információ, Perfekt – 2007 (társszerző)
- Cultural Detective Hungary, Canada – 2007
- Vallástörténeti olvasókönyv, Budapest NPI – 2008
- Nemzetközi Szervezetek, Budapest NPI – 2008
- "Nano". Egy soknyelvű diplomata kalandjai öt kontinensen. Lejegyezte Nemere István; Alternatív, Bp., 2013
- Nano. A polyglot career diplomat's adventures on five continents. Interviewed and transcribed by István Nemere; angolra ford. Ortutay Péter; Hungarian National Organization of the World Congress of Finnougric Peoples, Bp., 2015 (oroszul és eszperantóul is)
- Életem, élményeim, könyveim; szerzői, Bp., 2020

## Kitüntetések
- A Magyar Köztársasági Érdemrend tisztikeresztje (1998)
- Nagy Imre emlékplakett (1998)
- Nemzetvédelmi kitüntetés első osztályú érdemérme (1998)
- Hazaszeretet Emlékérem, Türkmenisztán (1997)